# Bernard Fathmann
Bernard Fathmann (* 4. November 1948 in Lastrup im Landkreis Cloppenburg in Niedersachsen) ist ein deutscher Diplom-Pädagoge und niederdeutscher Autor.

## Leben
Der Sohn eines Viehhändlers verbrachte seine Kinderzeit in Lastrup und besuchte dort die Volks- und Realschule. Nach der Schulzeit machte er in Cloppenburg eine Lehre zum Kaufmann im Einzelhandel. 1967 ging er zum Bundesgrenzschutz. Während dieser Zeit erwarb er in der Abendschule die Hochschulreife.
Nach dem Besuch des Abendgymnasiums in Lüneburg nahm er 1971 dort an der Pädagogischen Hochschule das Studium der Sozialpädagogik auf, das er 1975 als Diplom-Pädagoge mit zusätzlicher Lehrbefähigung in Katholischer Theologie abschloss. Die folgenden drei Jahre arbeitete er als Studienrat an der Fachschule für Sozialpädagogik ebenfalls in Lüneburg und bildete dort Erzieher aus.
Seit 1978 betreibt Fathmann im Dannenberger Ortsteil Penkefitz ein therapeutisches Heim für Kinder und Heranwachsende. Die ARD-Kinder- und Jugendserie Penkefitz Nr. 5 (1982) spielt dort. Die Hauptpersonen in ihr sind die Kinder im Heim, die Abenteuer erleben.
Seit Mitte der siebziger Jahre arbeitet er auch an umfangreicheren Texten. Mit Pelikane starwt ut schrieb er sein erstes Hörspiel, dem mittlerweile mehr als ein Dutzend gefolgt sind. Seitdem beschäftigt ihn das Schicksal von Kindern und fand sich in seinen Werken als Thema wieder.
Fathmann ist auch kommunalpolitisch tätig und war von 1991 bis 2001 ehrenamtlicher Bürgermeister (SPD) der Stadt Dannenberg. Er ist verheiratet und Vater von drei Kindern.

## Auszeichnungen
- 1988: Preis des niederdeutschen Theaterwettbewerbs der Dr. Hans Hoch Stiftung in Neumünster

## Werke
- Kattenspöök, Komödie in vier Akten, Karl Mahnke Theaterverlag, Verden 1988
- Bernard Fathmann vertellt "Hoer mal'n beten to"-Geschichten, Verlag Michael Jung, Kiel 1989
- De Versuchung, Karl Mahnke Theaterverlag, Verden 1990
- Burlala GmbH und Co KG, Komödie in fünf Akten, Karl Mahnke Theaterverlag, Verden 1990
- Schwanger, Karl Mahnke Theaterverlag, Verden 1990
- Burlala GmbH und Co KG, Komödie in fünf Akten, Karl Mahnke Theaterverlag, Verden 1990
- Kattenspöök Neufassung der Komödie von 1988 in drei Akten,  Bearbeitung von Hartmut Cyriacks und Peter Nissen, Karl Mahnke Theaterverlag, Verden 1991
- De allerleste Tango, Kriminalkomödie in drei Akten, Karl Mahnke Theaterverlag, Verden 1992
- Pansen, Walzer und Agenten, Komödie in drei Akten, Karl Mahnke Theaterverlag, Verden 1993
- Jagdball, Stück in drei Akten, Karl Mahnke Theaterverlag, Verden 1994
- Dynamit un Puusteblomen, Komödie in drei Akten, Karl Mahnke Theaterverlag, Verden 1994
- Strohblomen, Lustspiel in drei Akten, Karl Mahnke Theaterverlag, Verden 1995
- Wat mutt, dat mutt, Lustspiel in drei Akten, Karl Mahnke Theaterverlag, Verden 1995
- Kattenspöök, Komödie in vier Akten, Von Bernard Fathmann; ins Münsterländer Platt übertragen von Ludger Quiter, Karl Mahnke Theaterverlag, Verden 2001
- Höhnerkraam, Kriminalkomödie in drei Akten von Bernard Fathmann und Hieronymus Proske, Karl Mahnke Theaterverlag, Verden 2002
- Keen toletzt lacht ..., Lustspiel in drei Akten  von Bernard Fathmann und Hieronymus Proske, Plattdeutsch von Anke Habekost, Karl Mahnke Theaterverlag, Verden 2002
- Hohnerwiärk, Kriminalkomödie in drei Akten von Bernard Fathmann und Hieronymus Proske, ins Münsterländer Platt übertragen von Rainer Schepper